# Victor Aimone

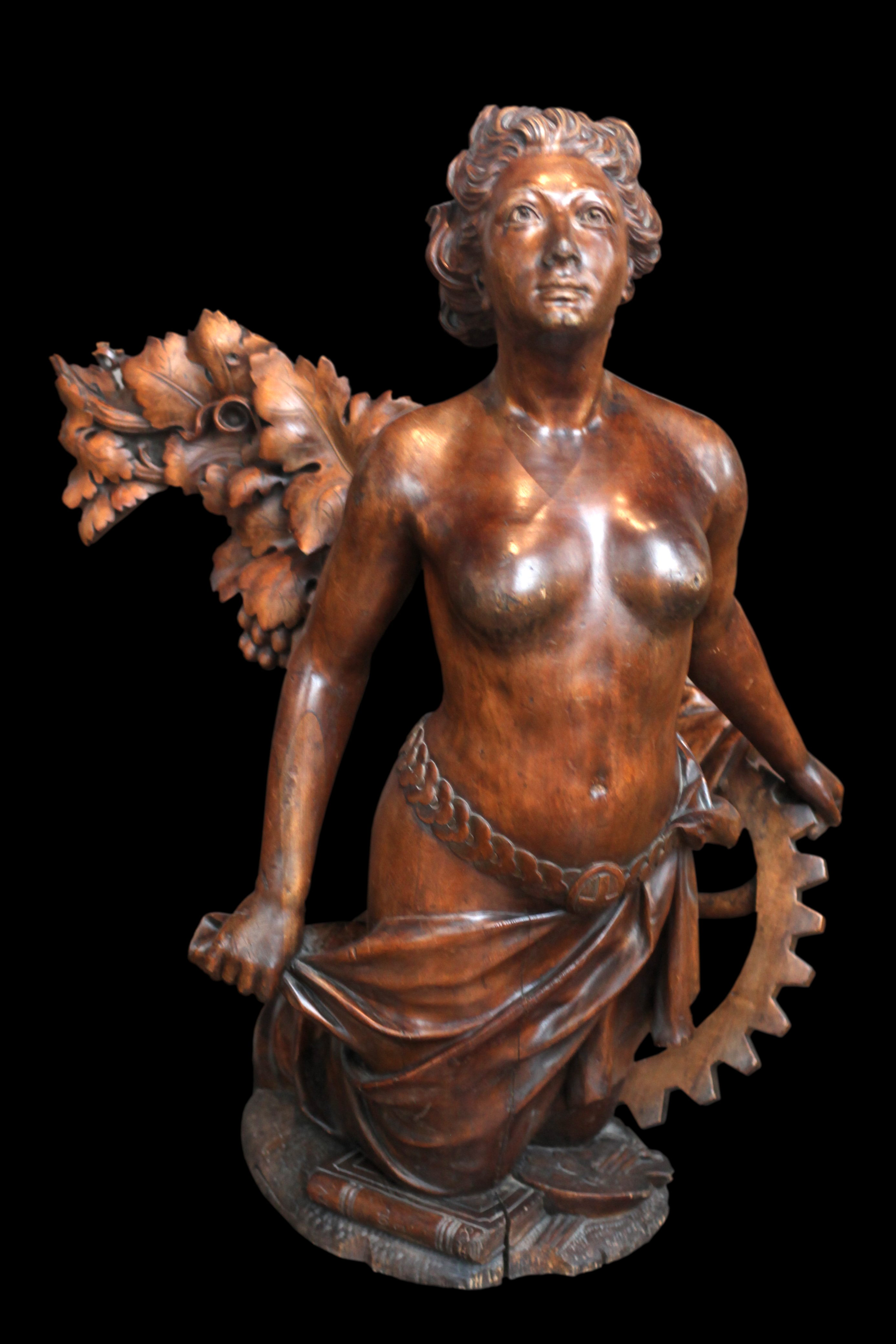
Sculpture de Victor Aimone.

Vittorio Aimone, ou en français Victor Aimone, né le 6 mars 1860 à Carpignano Sesia (Novara) et mort le 14 août 1922 à Villeneuve-sur-Yonne, est un graveur et sculpteur italien.

## Biographie
Fils de Pierre Aimone, commissionnaire en grains, et d'Angela Piola, son épouse, Vittorio Aimone naît à Carpignano Sesia en 1860.
Établi à Paris, il reçoit en 1878 une médaille de 3e classe au Salon des artistes français.
En 1896, dans le cadre du redéploiement du musée de la Marine dans les salles du Louvre, le conservateur Paul-Émile Miot commande à Victor Aimone quatre pieds de vitrine, sur le thème des quatre continents.
Il meurt en 1922 à Villeneuve-sur-Yonne, où il était en villégiature. Il est inhumé au cimetière nouveau de Neuilly-sur-Seine.

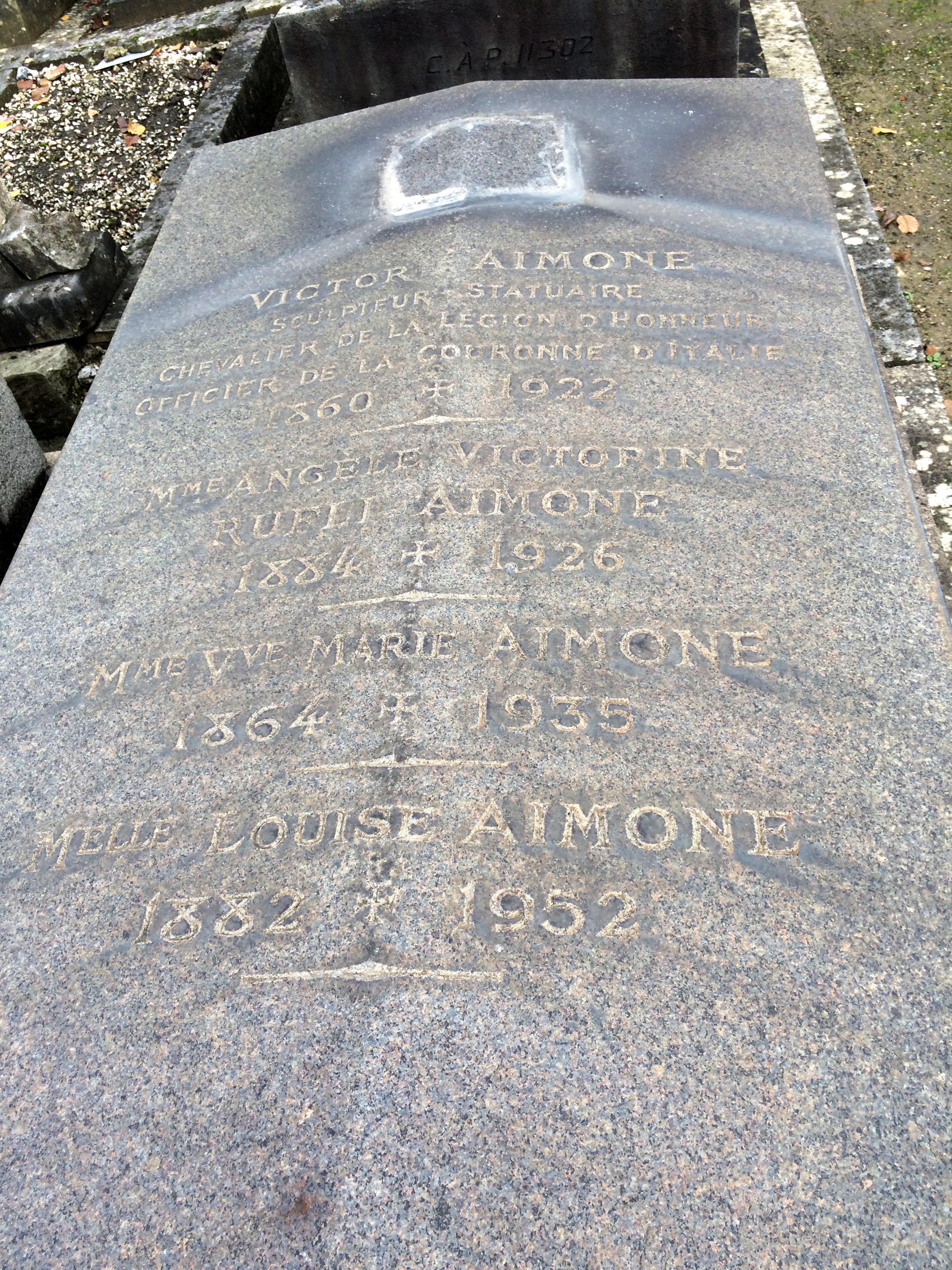
Tombe de Victor Aimone au cimetière nouveau de Neuilly-sur-Seine.

## Distinction
- : Chevalier de la Légion d'honneur[4]

## Collections publiques
- Les Quatre Parties du monde, 1896, Musée national de la Marine, Paris[2]